# Nwoya (district)
Le district de Nwoya est un district du nord de l'Ouganda. Sa capitale est Nwoya. Une centrale hydroélectrique de 600 MW y est en projet sur le Nil Victoria, la centrale hydroélectrique d'Ayago.

## Histoire
Ce district a été créé en 2010 par séparation de celui d'Amuru.